# صديق عبد اللطيف يونس الوتاري
صديق عبد اللطيف يونس الوتاري هو سياسي عراقي سابق، ولد في الموصل سنة 1938 وتوفي في 5 شباط 2000، شغل منصب وزير الزراعة والإصلاح الزراعي للفترة من 27 تموز 1982 إلى 10 آب 1986.
شقيقه عبد العزيز الوتاري كان وزيرا للنفط سنة 1963.